# Teamspeak
Teamspeak är ett gratisprogram för röstchatt som används främst av datorspelare, men som också har andra användningsområden. Användare kan med klienten ansluta sig till servrar där de kan samtala med andra användare med hjälp av en mikrofon. På servern finns det olika kanaler användare kan ansluta sig till. Allt styrs av en eller flera administratörer.